# Петров, Иван Ефимович
Ива́н Ефи́мович Петро́в (18 [30] сентября 1896, Трубчевск, Орловская губерния — 7 апреля 1958, Москва) — советский военачальник, участник гражданской и Великой Отечественной войн, генерал армии (09.10.1943, 26.10.1944). Герой Советского Союза (29.05.1945).

## Биография
Иван Ефимович Петров родился в городе Трубчевск Орловской губернии (ныне — в Брянской области) в семье сапожника. Русский. После смерти отца мать осталась с четырьмя детьми.
Благодаря помощи старшей сестры поступил в мужскую прогимназию в Трубчевске, которую окончил в 1913 году. В том же году поступил в учительскую семинарию в городе Карачев, которую окончил осенью 1916 года. В учительской семинарии он учился на земскую стипендию, как малообеспеченный учащийся.

### Начало военной службы
С января 1917 года И. Е. Петров служил в Русской императорской армии. Поступил в Алексеевское юнкерское училище в Москве, которое окончил 1 июня 1917 года.
По окончании училища в чине прапорщика служил командиром полуроты в запасном 156-м пехотном полку в Астрахани. Переболел дизентерией и в начале января 1918 года был уволен из армии по состоянию здоровья.

### Начало службы в Красной армии
В апреле 1918 года мобилизован в РККА. Участник Гражданской войны. Служил в 1-м Самарском коммунистическом отряде, участвовал в подавлении восстания анархистов в Самаре (май 1918 года), в боях против белочехов под Сызранью, Самарой, Мелекессом, Симбирском. С сентября 1918 года — помощник этапного коменданта 5-й армии. С ноября 1918 года — заведующий общим отделом ЧК при штабе 4-й армии Восточного фронта. В январе 1919 года назначен управляющим делами Уральского областного ревкома, будучи в этой должности участвовал в боях на Восточном фронте в составе 25-й Чапаевской стрелковой дивизии и 22-й Самарской стрелковой дивизии против уральских казаков генерала В. С. Толстова. Член РКП(б) с 1918 года.
С мая 1920 — на Западном фронте против белополяков. Командир взвода, военный следователь и помощник командира особого отряда в Мозырской группе войск, член военного трибунала 17-й кавалерийской дивизии. Участвовал в советско-польской войне.
Осенью 1920 года с 17-й кавалерийской дивизией был переброшен на Украину, участвовал в ликвидации войск С. В. Петлюры в районах Проскурова — Бердичева. В феврале 1921 года занимал должность военного комиссара 17-го кавалерийского полка этой же дивизии. С января 1922 — инструктор политотдела 5-й Витебской стрелковой дивизии.

### Служба в Средней Азии
В марте 1922 года был назначен в 11-ю кавалерийскую дивизию и в её составе участвовал в многолетней борьбе с басмачеством на Туркестанском фронте. В сентябре 1922 года И. Е. Петров был назначен командиром сводного отряда 2-й бригады 11-й кавалерийской дивизии, входящей в состав 13-го стрелкового корпуса, специально созданного для борьбы с басмачами в Матчинском бекстве.
Позднее лихая атака бойцов 11-й кавдивизии под командованием И. Е. Петрова у колодца Такай-Кудук, в которой 23 сентября 1922 года был уничтожен курбаши Абду-Саттар-хан вместе со всем своим отрядом, была отмечена в приказе войскам 13-го стрелкового корпуса.
В 1926 и в 1931 годах И. Е. Петров окончил стрелково-тактические курсы усовершенствования комсостава РККА (КУКС «Выстрел»). С октября 1926 года командовал отдельным кавалерийским эскадроном 1-й стрелковой дивизии Среднеазиатского военного округа, с октября 1927 года — 2-м Туркменским кавалерийским полком Туркменской бригады. В 1929 году принял участие в военной операции Красной армии в Афганистане. С июня 1929 — командир Отдельной сводной Узбекской кавалерийской бригады. С ноября 1931 — командир 1-й Туркестанской горнострелковой дивизии САВО. С сентября 1932 года — начальник и военком Объединённой Среднеазиатской военной школы имени В. И. Ленина (с марта 1937 года — Ташкентское пехотное училище). Избежал репрессий в результате личного заступничества К. Е. Ворошилова.
С июня 1940 года — командир 194-й стрелковой дивизии в Сибирском военном округе (Новосибирская область), с октября — инспектор пехоты Среднеазиатского военного округа. С введением в РККА генеральских званий 4 июня 1940 года И. Е. Петрову было присвоено звание «генерал-майор».
В марте 1941 года Петров был назначен командиром 27-го механизированного корпуса, формировавшегося в Средней Азии.

### Период Великой Отечественной войны
С началом Великой Отечественной войны корпус ускоренными темпами закончил формирование и был направлен в район Брянска. 8 июля 1941 года советским Генеральным штабом на основе опыта первых дней войны было принято решение о расформировании корпусного звена бронетанковых войск и переформировании имевшихся танковых дивизий по новым штатам. 15 июля 1941 года управление 27-го механизированного корпуса было расформировано.
Генерал И. Е. Петров был назначен командиром 1-й кавалерийской дивизии, формирующейся в Одессе. По его воспоминаниям, в Одессу он прибыл 6 или 8 июля 1941 года.
20 августа 1941 года Петров стал командиром 25-й Чапаевской стрелковой дивизии, с которой принял участие в обороне Одессы. 5 октября 1941 года генерал-майор И. Е. Петров принял командование Приморской армией. Он руководил эвакуацией советских войск из Одессы на Крымский полуостров.
Генерал И. Е. Петров был одним из руководителей обороны Севастополя. В конце декабря 1941 года он внезапно был через голову Военного совета заменён  С. И. Черняком
«Экстренно. Москва. Тов. Сталину.
По неизвестным для нас причинам и без нашего мнения командующий Закфронтом, лично, совершенно не зная командующего Приморской армией генерал-майора Петрова И. Е., снял его с должности. Генерал Петров — толковый, преданный командир, ни в чем не повинен, чтобы его снимать. Наоборот, Военный совет флота, работая с генералом Петровым под Одессой и сейчас под Севастополем, убедился в его высоких боевых качествах и просит Вас, тов. Сталин, присвоить Петрову И. Е. звание генерал-лейтенанта, чего он, безусловно, заслуживает, и оставить его в должности командующего Приморской армией. Ждем Ваших решений.
Октябрьский, Кулаков».№ 7/143. Решение было отменено и Петров остался в командовании.
В ноябре — декабре 1941 года войска под командованием Петрова и моряки Черноморского флота под командованием вице-адмирала Ф. С. Октябрьского отразили первый и второй штурмы Севастополя войсками 11-й немецкой армии под командованием генерал-полковника Э. фон Манштейна. В дальнейшем до лета 1942 года советские войска Севастопольского оборонительного района (СОР) (И. Е. Петров был первым командующим войсками СОР, а с 14 ноября 1941 года — заместителем командующего войсками СОР по сухопутным войскам и одновременно командующим войсками Приморской армии) успешно сковывали крупные силы немецких войск. В июне-июле 1942 года блокированный гарнизон Севастопольского оборонительного района 4 недели отражал третий штурм Севастополя превосходящими силами немецко-румынских войск армии Э. фон Манштейна, но длительная блокада сделала своё дело — поступление пополнения и боеприпасов практически прекратились и в конце концов ценой больших потерь и усилий немецко-румынским войскам удалось овладеть Севастополем. После падения города И. Е. Петров, среди прочих руководителей обороны, был эвакуирован на подводной лодке. Тяжело переживая поражение и невозможность спасти защитников города, перед эвакуацией Петров попытался застрелиться, но был удержан своими соратниками от этого поступка.
С августа 1942 года И. Е. Петров командовал войсками 44-й армии Закавказского фронта. С октября 1942 года — командующий Черноморской группой войск Закавказского фронта. На этих постах отличился в боях в обороне Кавказа, особенно значительную роль сыграл во время Туапсинской оборонительной операции.

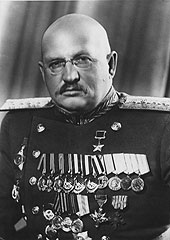
В парадном мундире со всеми регалиями

С марта 1943 года И. Е. Петров начальник штаба, а с мая — командующий Северо-Кавказским фронтом. Войска фронта под командованием И. Е. Петрова успешно участвовали в Новороссийско-Таманской операции, Новороссийской десантной операции, в боях при освобождении Таманского полуострова и городов Майкоп, Краснодар и Новороссийск.
Войска фронта в ноябре 1943 года форсировали Керченский пролив и заняли плацдармы на Керченском полуострове, проведя исключительно трудную Керченско-Эльтигенскую десантную операцию. 20 ноября 1943 года на основании директивы Ставки ВГК от 15 ноября 1943 года фронт преобразован в Отдельную Приморскую армию.
Однако 3 марта 1944 года за неудачное проведение ряда частных наступательных операций (в том числе десант на мыс Тархан и десант в Керченский порт) Петров был освобождён от должности командующего Приморской армией, зачислен в резерв Ставки ВГК и понижен в звании до генерал-полковника. С 13 марта 1944 года генерал-полковник Петров И. Е. командовал 33-й армией Западного фронта, с 12 апреля по 6 июня 1944 года он — командующий 2-м Белорусским фронтом. Однако и с этой должности он был снят после доклада члена Военного совета фронта Л. З. Мехлиса И. В. Сталину о «мягкотелости Петрова, о неспособности его обеспечить успех операции … что Петров болен и слишком много времени уделяет врачам», это произошло за несколько дней до начала Белорусской операции, к проведению которой Петров полностью подготовил войска фронта. Затем два месяца находился в Москве без нового назначения.
С 5 августа 1944 года — командующий войсками 4-го Украинского фронта. Отличился в Восточно-Карпатской и Западно-Карпатской наступательных операциях, войска его фронта освободили Закарпатскую Украину, восточную Словакию и южную Польшу. 26 октября 1944 года Ивану Ефимовичу Петрову вновь присвоено воинское звание генерала армии.

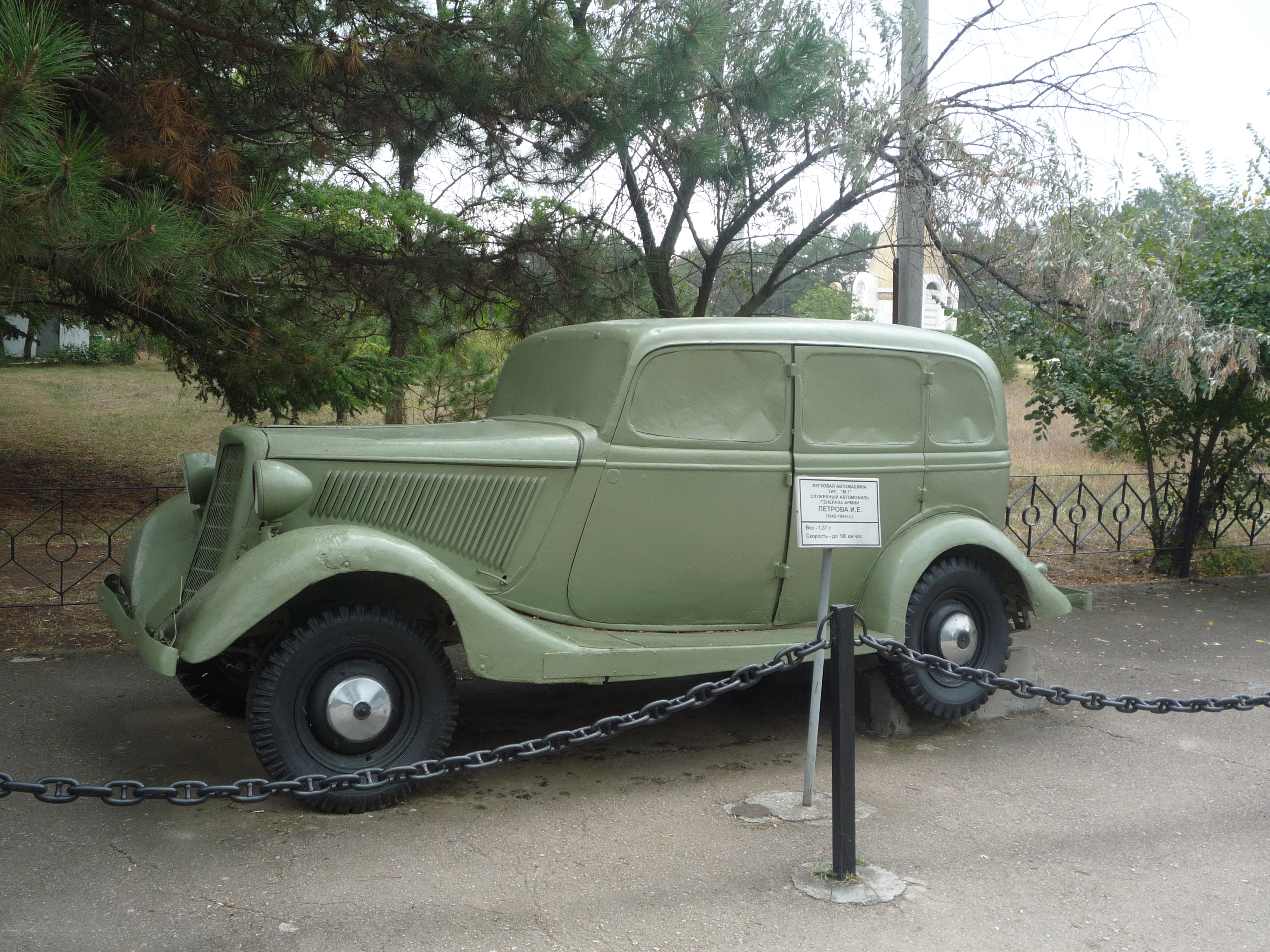
Служебная «эмка» генерала армии Петрова

Однако из-за неудачного начала наступления войск фронта в Моравско-Остравской операции директивой Ставки Верховного Главнокомандования № 11041 от 17 марта 1945 года Петров был обвинён в неподготовленности наступления и в том, что не доложил о неготовности войск фронта в Ставку. В директиве было указано: «Ставка последний раз предупреждает генерала армии Петрова и указывает ему на его недочёты в руководстве войсками». А вскоре приказом Верховного Главнокомандующего СССР И. В. Сталина № 11045 от 25 марта 1945 года он был снят с должности командующего войсками фронта с резкой формулировкой: «Генерала армии Петрова И. Е. снять с должности командующего войсками 4-го Украинского фронта за попытку обмануть Ставку насчёт истинного положения войск фронта, не готовых полностью к наступлению в назначенный срок, в результате чего была сорвана намеченная на 10 марта операция. Генералу армии Петрову после сдачи войск фронта прибыть в распоряжение Ставки».
В марте 1945 года И. Е. Петров был назначен начальником штаба 1-го Украинского фронта.
За умелое управление войсками в Берлинской и Пражской операциях, инициативу и самоотверженность, указом Президиума Верховного Совета СССР от 29 мая 1945 года генералу армии Ивану Ефимовичу Петрову было присвоено звание Героя Советского Союза.

### Послевоенные годы

Могила И. Е. Петрова на Новодевичьем кладбище Москвы

После войны с 9 июля 1945 года командовал войсками Туркестанского военного округа. С июля 1952 года — 1-й заместитель главного инспектора Советской Армии. С апреля 1953 года — начальник Главного управления боевой и физической подготовки Министерства обороны СССР. С марта 1955 года — 1-й заместитель главнокомандующего Сухопутными войсками СССР. С января 1956 года — главный инспектор Министерства обороны СССР. С июня 1957 года — главный научный консультант при заместителе министра обороны СССР. Депутат Верховного Совета СССР 2—4-го созывов (1946—1954).
Во время Ашхабадского землетрясения в ночь на 6 октября 1948 года его сын подполковник Советской армии Юрий Иванович Петров был застрелен мародёром.
Мемуаров написать не успел. Написал первый военно-исторический очерк об обороне Севастополя. По просьбе Константина Симонова подготовил для него краткий очерк об участии в обороне Одессы, опубликованный писателем уже после смерти И. Петрова.
Петров умер 7 апреля 1958. Похоронен в Москве, на Новодевичьем кладбище.

## Военный чин и воинские звания
- Прапорщик (1.06.1917)
- Комбриг (26.11.1935)
- Комдив (4.11.1939)
- Генерал-майор (4.06.1940)
- Генерал-лейтенант (14.12.1942)
- Генерал-полковник (27.08.1943)
- Генерал армии (9.10.1943)
- Генерал-полковник (3.03.1944)
- Генерал армии (26.10.1944)

## Награды
- Герой Советского Союза (29.05.1945, медаль «Золотая Звезда» № 7355);
- Пять орденов Ленина (24.07.1942, 21.02.1945, 29.05.1945, 16.01.1950, 1.10.1956);
- Четыре ордена Красного Знамени (1930, 27.03.1942, 3.11.1942, 24.06.1948);
- Орден Суворова I степени (9.10.1943);
- Орден Кутузова I степени (8.02.1943);
- Орден Трудового Красного Знамени;
- Орден Красной Звезды (22.02.1941);
- Орден Трудового Красного Знамени Туркменской ССР (23.02.1928);
- Орден Трудового Красного Знамени Узбекской ССР (27.04.1932)
- медали

Иностранные награды:
- Командорский Крест со звездой Ордена Заслуг (Венгрия);
- Орден Заслуг Венгерской Народной Республики II класса (ВНР)[19];
- Орден Белого льва «За Победу» II степени (ЧССР);
- Военный крест 1939 года (ЧССР);
- Орден «За воинскую доблесть» («Virtuti militari») III степени (ПНР);
- Орден «Крест Грюнвальда» III степени (ПНР);
- Медаль «За Одру, Нису и Балтику» (ПНР);
- Медаль «Победы и Свободы» (ПНР);
- Крест «За выдающиеся заслуги» (США, 23.06.1943)[20][21];
- Медаль «Китайско-советская дружба» (КНР)[22]

## Киновоплощения
- В двухсерийном фильме «Подвиг Одессы» (1985) роль командующего отдельной Приморской армией генерал-майора Петрова сыграл актёр Юрий Дедович.
- В художественном фильме «Море в огне», снятом в 1970 году на киностудии «Мосфильм» режиссёром Л. Н. Сааковым, роль генерала Петрова исполнил актёр Николай Гринько[23]. .
- В фильме «Битва за Севастополь» (2015) в роли генерала Петрова снялся Валерий Гришко.
- Генерал Петров упоминается в документальных фильмах «Память навсегда» (1975, режиссёр и автор сценария Джемма Фирсова.) и «Великая Отечественная» Романа Кармена (в американском прокате этот фильм вышел под названием «Неизвестная война»).

## Память

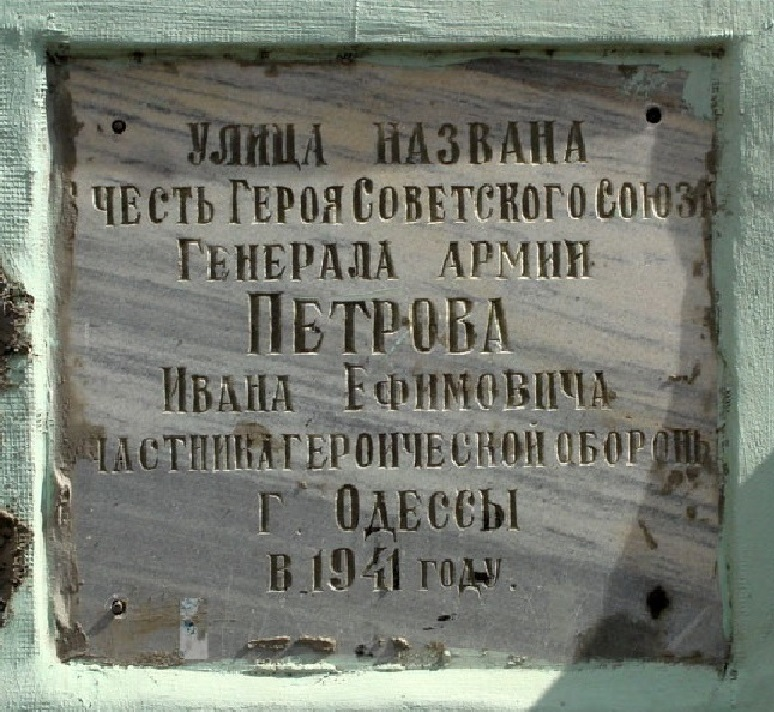
Памятная доска в Одессе

- Памятники И. Е. Петрову установлены в Трубчевске и Севастополе.
- В честь генерала Петрова названы улицы в Одессе, Севастополе, Керчи, Ташкенте, Трубчевске.
- Владимир Карпов описал жизнь генерала Петрова в романе «Полководец»[24].